# Egidio Gavazzi
Egidio Gavazzi OSBSubl (* 23. August 1905 in Mailand, Königreich Italien; † 1. Juni 1990) war ein italienischer Benediktinerabt.

## Leben
Egidio Gavazzi wurde 1905 geboren. Gravazzi legte am 13. November 1932 die Profess ab. Am 10. November 1935 wurde er zum Priester für den Benediktinerorden geweiht.
Am 20. Oktober 1951 wurde er zum Koadjutorabt der Territorialabtei Subiaco ernannt. Am 26. Mai 1964 starb sein Vorgänger Simone Lorenzo Salvi und Gavazzi folgte als Abt der Territorialabtei nach. Am 3. Juli 1974 trat er zurück.
Er nahm an den letzten drei Sitzungsperioden des Zweiten Vatikanischen Konzils als Konzilsvater teil.